# Harvest Moon: The Tale of Two Towns
Harvest Moon: The Tale of Two Towns (牧場物語 ふたごの村?, Bokujō Monogatari: Futago no Mura, lit. "Farm Story: Twin Villages") è un videogioco sviluppato dalla Marvelous Entertainment per Nintendo DS come capitolo della serie Harvest Moon. La pubblicazione originaria giapponese del gioco era prevista per il 25 febbraio 2010 ma è stata spostata all'8 luglio 2010. Fra le nuove caratteristiche del gioco ci sono nuovi animali come l'alpaca o le api e la possibilità di coltivare rape. È stato pubblicato in America Settentrionale per Nintendo DS il 20 settembre 2011 e per Nintendo 3DS il 1º novembre 2011. La versione per 3DS non è stata pubblicata in Giappone.